# Digão (voleibolista)
Rodrigo de Ângelo Freitas(Ituverava, 20 de janeiro de 1975) é um voleibolista indoor brasileiro, medalhista de prata pela Seleção Brasileira no Campeonato Mundial Juvenil realizado na Malásia em 1995.

## Carreira
Digão é filho de José Carlos de Freitas, ex-jogador de futebol  profissional e de Glória Maria de Ângelo Freitas, professora de Educação Física, irmão de Karina e Camila. Desde criança já tinha um grande contato com as práticas esportivas através de seus pais e iniciou sua trajetória jogando na Escola Municipal de Ensino Fundamental “Humberto França”, mais tarde jogou pela Associação Atlética Ituveravense, em seguida  no Barretos/Anglo e com projeção no Esporte Clube Banespa.
Esteve presente na seleção brasileira nas categorias de base, na categoria juvenil, estava no grupo que se preparava para o Campeonato Sul-Americano de Voleibol Masculino Sub-21 disputado em Lima, no Peru,  em 1994 e conquistou a medalha de ouro desta competição, classificando-se  para disputar no ano seguinte o Campeonato Mundial de Voleibol Masculino Sub-21 da Malásia, conquistando medalha de prata, cuja preparação para o resultado deu-se ao lado dos jogadores: Alex Lenz, Gustavo Endres, Dirceu, André Heller, Giba, Léo, Ricardinho,  Royal, Manius Abbadi, Itápolis, Roim, Lilico, Rafinha, Renato Felizardo, comandados por Percy Oncken e pelo técnico Antônio Marcos Lerbach.
Digão tem as filhas Maria Júlia e Ana Luísa. Teve passagens por muitos clubes nacionais, pelo voleibol espanhol  onde conquistou títulos importantes e italiano. Atualmente atua como veterano e disputou a Superliga A pela equipe da Funvic/Midia Fone de Pindamonhangaba e não fizeram uma boa campanha e foi rebaixada para Superliga B.

## Clubes
| Clube                      | País    | De   | Até  |
| Banespa                    | Brasil  | 1990 | 1997 |
| Fluminense                 | Brasil  | 1997 | 1998 |
| Bunge/Barão                | Brasil  | 1998 | 2001 |
| Lupo Náutico/Araraquara    | Brasil  | 2001 | 2002 |
| Bento Gonçalves            | Brasil  | 2002 | 2003 |
| Telemig Celular Minas      | Brasil  | 2003 | 2004 |
| On Line/Herval             | Brasil  | 2004 | 2005 |
| Son Amar Palma de Mallorca | Espanha | 2005 | 2007 |
| Tigre/Unisul/Joinville     | Brasil  | 2007 | 2009 |
| Esse-Ti Carilo Loreto      | Itália  | 2009 | 2010 |
| Soya Blumenau Martplus     | Brasil  | 2010 | 2011 |
| UFJF                       | Brasil  | 2011 | 2012 |
| FUNVIC / Mídia Fone        | Brasil  | 2012 | 2013 |

## Títulos
- 2009-10- 14º lugar Liga Italiana de Voleibol[8]
- 20006-07- Vice-campeão Europeu de Voleibol [4]
- 2006-07- Campeão da Liga Espanhola de Voleibol[4]
- 2006-07- Campeão da Copa do Rei de Voleibol [4]
- 2005-06- Campeão da Liga Espanhola de Voleibol[4]
- 2005-06- Campeão da Copa do Rei de Voleibol [4]
- 2004-05- 3º lugar da Superliga
- 2003-04- 3º lugar da Superliga
- 2001-02- 3º lugar da Superliga
- 1996-97- Vice-Campeão da Superliga